# Hierochthonia alexandraria
Hierochthonia alexandraria är en fjärilsart som beskrevs av Louis Beethoven Prout 1912. Hierochthonia alexandraria ingår i släktet Hierochthonia och familjen mätare. Inga underarter finns listade i Catalogue of Life.

## Bildgalleri

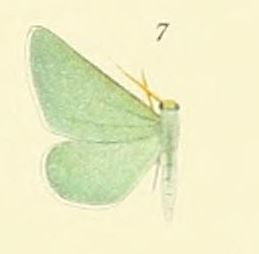